# Jüdischer Friedhof (Greifswald)

Jüdischer Friedhof Greifswald 1880 (Markierung an der Gützkower Landstraße)

Der Jüdische Friedhof Greifswald war ein jüdischer Friedhof in Greifswald im Landkreis Vorpommern-Greifswald in Mecklenburg-Vorpommern.

## Beschreibung
Die Universitäts- und Hansestadt Greifswald weist auf den ersten Blick kaum noch Spuren einstiger Präsenz jüdischen Lebens auf.
Der nach 1860 südlich des damaligen Stadtkerns angelegte jüdische Friedhof war bereits in den späten 1930er Jahren nicht mehr als solcher genutzt worden. Er lag an der Gützkower Landstraße (B 96), auf der westlichen Seite der Straße. In der Regel wurden die Jüdischen Friedhöfe weit außerhalb der Städte oder Gemeinden angelegt, überwiegend an den Scheunenvierteln oder ähnlichen abgelegenen Orten. In Greifswald befand sich der Friedhof im landwirtschaftlich genutzten Süden der Stadt.

## Geschichte
Die Toten der jüdischen Gemeinde wurden bis 1850 auf dem Friedhof in Niederhof bei Brandshagen beigesetzt, danach vermutlich für einige Jahre in Stralsund. 1860 kauften jüdische Gemeindeglieder einen Acker und beantragte beim Magistrat die Anlage eines eigenen jüdischen Friedhofes. Dies wurde genehmigt. Auch wurde ein Grundstück in der Hunnenstraße 7 gekauft, wo ein Schuppen stand, den man zur Unterbringung des Leichenwagens verwendete. Der Friedhof wurde mit einer Mauer umgeben und besaß als Eingang ein schmiedeeisernes Tor mit Davidstern darüber. Bis 1938 wurde der Friedhof belegt. 1941/42 wurde er weitgehend abgeräumt. Auf dem Gelände wurde eine Kaserne der Wehrmacht gebaut, die nach Kriegsende gesprengt wurde. 1949 waren noch Reste der Begrenzungsmauer und einige Grabsteine vorhanden. Nach seiner Rückübertragung an die 1947 neu gegründete Jüdische Landesgemeinde Mecklenburgs verkaufte ihn diese 1951 an die Stadt.
Heute befindet sich an der Stelle Industriegelände und er existiert nur noch in der Erinnerung älterer Greifswalder.